# A hierro muere
A hierro muere es un thriller en blanco y negro coproducido por España y Argentina. Está basado en una novela de Luis Saslavsky titulada A sangre fría. Fue dirigido por Manuel Mur Oti y estrenado en 1962. También es conocido por el título inglés Kill and be killed.

## Argumento
Tras cumplir varios años de condena por complicidad en un delito, Elisa entra a trabajar como enfermera para doña Sabina, una antigua diva de la ópera con la salud delicada. En la casa conoce a Fernando, un sobrino de doña Sabina, desocupado y vividor, que la seduce y la intenta involucrar en un plan para heredar la fortuna de su anciana tía.